# Suffocation
Pour l'étouffement par l'inhalation d'aliments, et ses premiers secours, voir Fausse route.
Pour le groupe de musique, voir Suffocation (groupe).

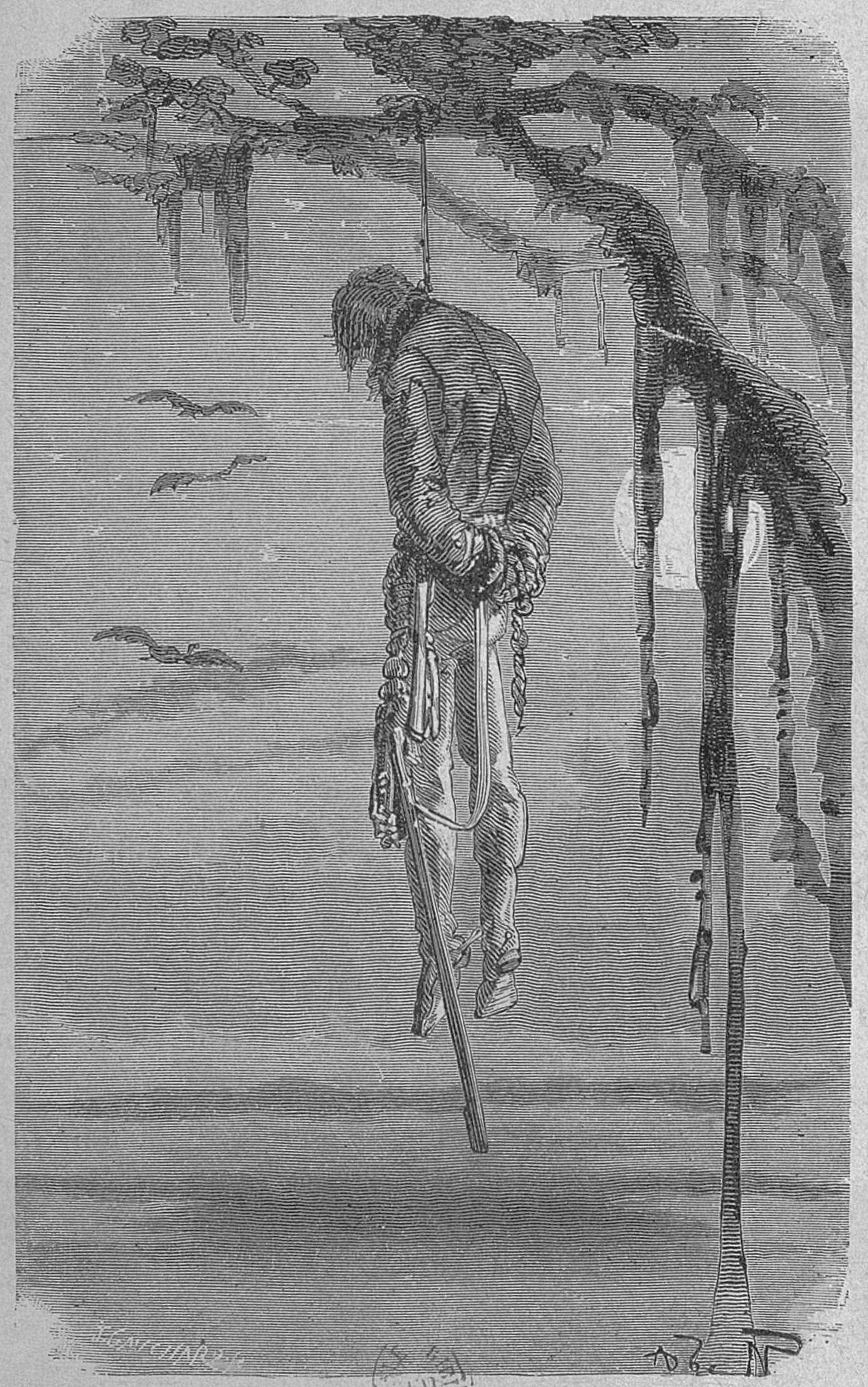

La suffocation, symptôme médical respiratoire, est une asphyxie mécanique due à l'obstruction criminelle, ou accidentelle, des voies respiratoires supérieures ou par la compression des parois abdominales ou thoraciques.
On la distingue de la fausse route, un étouffement par l'inhalation involontaire de fragments d'aliments au cours de la déglutition.